# 中華人民共和國國籍法
《中華人民共和國國籍法》（以下简称《國籍法》）是一部适用于中华人民共和国國籍的取得、喪失和恢復的法律。该法由第五届全国人民代表大会第三次会议通過、全国人民代表大会常务委员会委员长令第8號公佈，自1980年9月10日施行。根据自1982年修改的《中华人民共和国宪法》第三十三条，凡具有中华人民共和国国籍的人都是中华人民共和国公民。《国籍法》采取父母双系血统主义为主并辅之以出生地主义的混合方式赋予国籍，同时不承认中国公民具有雙重國籍。
所有具備中华人民共和国国籍的人，皆為中华人民共和国公民，即中国公民。中国公民可通过中華人民共和國護照等证件證明其公民身份，而定居中国大陆的中国公民还会根据户籍制度获得公民身份号码并办理居民身份证。根据《中华人民共和国宪法》，中国公民在法律面前一律平等，并擁有《中華人民共和國憲法》及中國法律規定的權利（例如政治权利），同时也需要盡法律義務。

## 国籍的取得、丧失与恢复

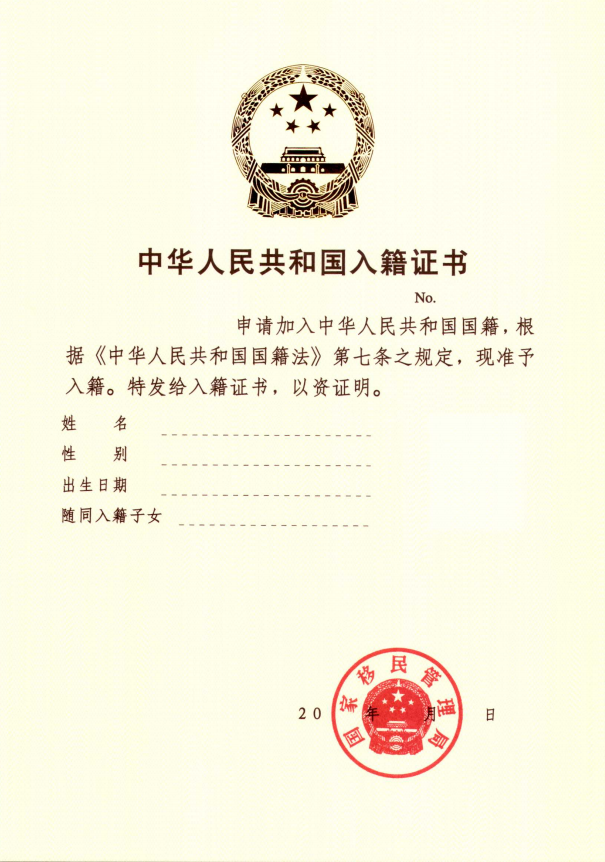
中华人民共和国入籍证书（公安部簽發）
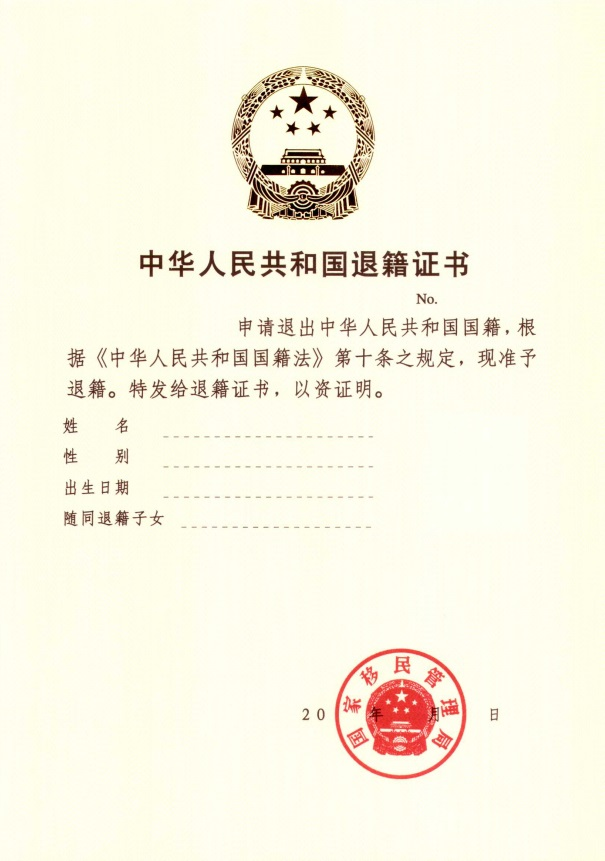
中華人民共和國退籍證書（公安部簽發）
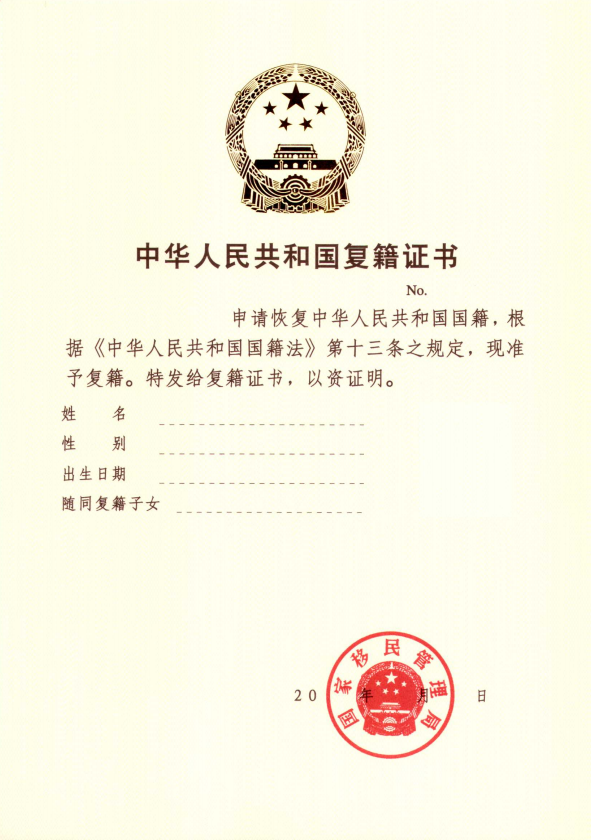
中华人民共和国复籍证书（公安部簽發）
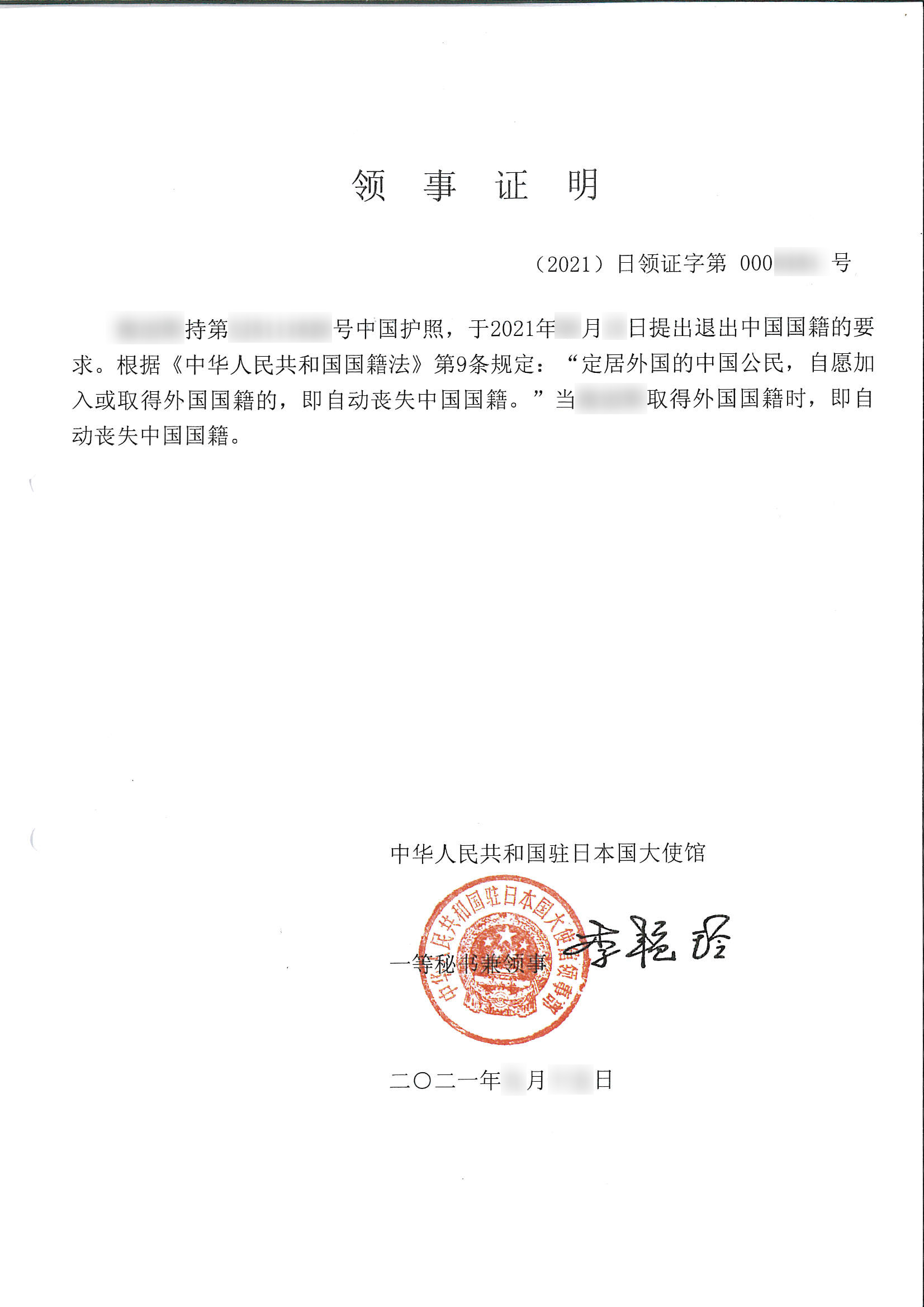
自动丧失中国国籍领事证明（驻外机构签发）

### 国籍的取得

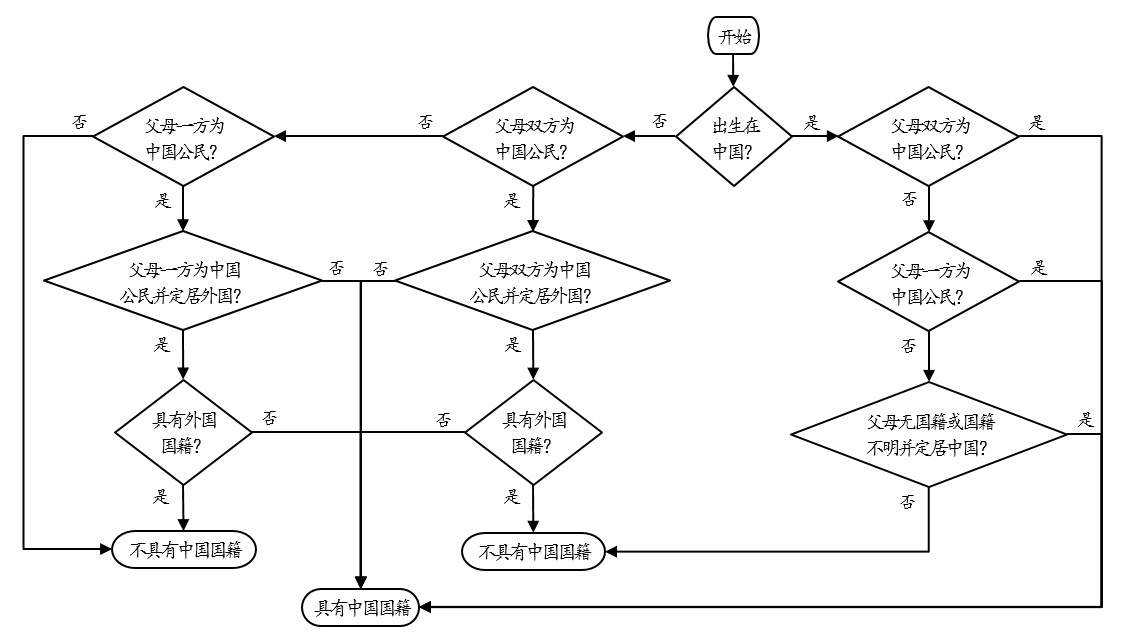
新生儿中国国籍的判断

根據《國籍法》第四条至第七条的規定，以下人具有中國國籍：
| “ | 第4条 父母双方或一方为中国公民，本人出生在中国，具有中国国籍。 第5条 父母双方或一方为中国公民，本人出生在外国，具有中国国籍；但父母双方或一方为中国公民并定居在外国，本人出生时即具有外国国籍的，不具有中国国籍。 第6条 父母无国籍或国籍不明，定居在中国，本人出生在中国，具有中国国籍。 第7条 外国人或无国籍人，愿意遵守中国宪法和法律，并具有下列条件之一的，可以经申请批准加入中国国籍： 1、中国人的近亲属 2、定居在中国的 3、有其它正当理由 | ” |

虽然《国籍法》并未禁止外国人通过归化的方式取得中国国籍，从中华人民共和国成立至2019年2月仅有4000余人依据《国籍法》第七条规定成功加入中国国籍。

### 國籍的喪失
根據《國籍法》第9条至第10条的規定，以下人將不具有中國國籍：
| “ | - 定居外國的中國公民，自願加入或取得外國國籍的 - 具有下列條件之一的，申請退出中國國籍獲得批准的中國公民： 1. 外國人的近親屬 2. 定居在外國的 3. 有其它正當理由 | ” |

根据上述规定，要移除中國國籍的方式只有两种：
1. 自动丧失：因定居國外，并且取得外國國籍而構成要件
2. 主动退出：自己申請退出中國國籍獲得批准

实践中，获准退出中国国籍的人士通常是为了解决国籍冲突，而仅有中国国籍的人士一般则不会获准退出中国国籍，以免产生无国籍人。对于定居在不承认或禁止双重国籍的国家且即将加入该国国籍的中国公民，如果该国政府要求提供证明材料，可以向中国驻外机构申请《自动丧失中国国籍领事证明》，表明当其获得外国国籍后中国国籍即自动丧失，不会产生双重国籍的情况。

### 国籍的恢复
根據第13條規定「曾有过中国国籍的外国人，具有正当理由，可以申请恢复中国国籍；被批准恢复中国国籍的，不得再保留外国国籍。」，也就是說該外國人是喪失國籍的公民，只要沒有重大犯罪紀錄且財務紀錄正常，一般可以利用申請恢復的方法，從而比較容易的達到取得中國國籍的目的，但外國身份則不得保留。這適用於曾經擁有中國國籍移民海外、以及華僑等，因爲各種因素重新回國定居的需要。
另一种途径是通过中华人民共和国户籍制度，因当事人定居在中國且有稅務和資債等利害關係尚未解決，故未在退出中国国籍时一并注销户籍，因此能继续使用原有的户籍和公民身份号码处理中国境内的事务。例如运动员赵常玲在加入哈萨克斯坦国籍后仍保留户籍，之后她曾凭户籍在长沙成功办理居民身份证，并试图以中国戶籍辦理公民事務。

## 不承认双重国籍
目前的《國籍法》第3条規定：“中華人民共和國不承認中国公民具有雙重國籍”。根據《國籍法》第8條規定，申請加入中國國籍的人，其申請經批准取得中國國籍後，不得再保留外國國籍。根據《國籍法》第9條，定居外國的中國公民，自願加入或取得外國國籍的，即自動喪失中國國籍。上述条文的设置意在杜绝南洋華僑面臨的多重国籍现象，但多重国籍相關的问题依然存在。目前中华人民共和国是联合国安理会5个常任理事国中唯一一个规定本国公民入外籍之后将自动丧失本国国籍的国家。

### 历史背景
“中国国籍”的概念始于清政府于1909年制定的《大清国籍条例》，该条例采用父系优先血统主义并且对双重国籍予以承认，这样做的原因是此前的1907年荷属东印度当局推行属地主义的国籍政策，要求当地华侨加入荷兰国籍，清政府通过该条例赋予当地华侨国籍身份以便保护华侨。北洋政府时期的《中华民国国籍法》沿用了清政府的国籍政策。1929年，国民政府制定的《中华民国国籍法》采用父母双系血统主义，取消了先前外国人加入中华民国国籍须放弃原籍的条款，亦取消了中国人加入外籍会自动丧失国籍的条款。取得外国国籍的中华民国国民须“经内政部许可”方能丧失中华民国国籍。
1955年，首任中华人民共和国国务院总理周恩来在参加第一届亚非会议（万隆会议）期间，中国和印度尼西亚签订了《中华人民共和国和印度尼西亚共和国关于双重国籍问题的条约》以期解决印尼华人国籍问题，条约容许持有双重国籍的华人，在条约签署后20年内，成年时选择印尼国籍或中国国籍，這代表中华人民共和国明確承认一部分中国公民具有双重国籍，但這些具有双重国籍的公民必須在一定期限内放棄其中一種國籍。随后，中国政府根据不承认双重国籍的这一政策与尼泊尔（1956年）、蒙古（1957年）、马来西亚（1974年）、菲律宾（1975年）、泰国（1975年）等邻国解决了双重国籍问题。这一政策于1980年在《中华人民共和国国籍法》中以法律形式确定下来。
1980年頒布的新《國籍法》開始執行以來，是中國歷史上首次以成文法規定中國停止承認中國公民的其他國籍。根據全國人大常委會在立法時的説明，中国政府對于双重国籍问题曾一贯明确宣布“不承认双重国籍，鼓励华侨自愿加入侨居国国籍”，並稱国务院总理周恩来曾明确宣布过：华侨在国外自愿加入或取得外国国籍的，即自动丧失中国国籍，且中国政府曾按照这一原则“同一些国家妥善地解决了历史遗留下来的华侨的双重国籍问题”。《國籍法》中的規定即基於此原則。

### 法理和执行
按照法理，定居國外並自愿加入或取得外国国籍的，即自动丧失中国国籍。該法本來的存在目的是作為東南亞華僑，無法向國家申報自願除籍之替代方案之用。雖然國籍法規定定居國外並取得外國國籍的人士是自動喪失中國國籍的，但在實際操作上，如果此類取得外國國籍的人士沒有向中國政府機構報告此情況，一般中國政府機構無從知曉此人的中國國籍已喪失。此种情况须符合“定居”及“自愿”两个要件，若非此种情况，中国国籍则不会自动丧失。此外，中国国籍法第3条中规定：中国不“承认”中国公民拥有双重国籍。此处为不“承认”，而非不“允许”。亦即，中国政府对此类人士认定其为中国公民，而对其持有的他国国籍，则不予承认。
此外，國籍法第10條也規定了第2种非自動的喪失中國國籍的方式，即申請退出中國國籍。此第2种方法局限于外國人的近親屬、定居在外國的或有其它正當理由的人士，而不要求當事人擁有外國國籍，因此與第1种自動喪失方式不同。有些通過申請喪失中國國籍的人士，也會因爲駐外機構和國内機構信息共享不及时，导致國内的公安机关未能及时注销已通過申請喪失中國國籍人士在中国的国籍信息。
中國政府對這種情況（特別是故意隱瞞自動喪失中國籍的情況）的主要应对措施是雙重的。一方面，在國外，近年中國駐外使領館在辦理大多數與中國國籍相關的領事手續時，都會要求當事人出示未加入當地國籍的證明，以斷絕已喪失中國國籍人士申請新的中國護照或其他文件的可能。另一方面，在中國國内，在机场等出入境口岸根据出入境记录进行排查，同时基层派出所也会留意此类人士。2003年公安部出台的《三十项便民措施》规定取消出国、出境1年以上的人员注销户口的要求，但在国外、境外定居的除外。这也为部分外籍人士保留中国户籍与身份证提供可操作空间。2014年7月15日，公安部在官方网站对外公布“公安部和省级公安机关户口问题(线索)举报投诉方式”，其中包括加入外籍后未注销中国户籍的情形。若定居在外国的中国公民被发现已经获得了外国国籍，其中国国籍和户籍将被注销。另外依据《中华人民共和国出境入境管理法》第三十九条，外籍人士在旅馆以外的其他住所居住或者住宿的，要在入住后24小时内由本人或者留宿人向属地公安机关办理登记，中国官方表示该行为是“加强户籍管理”。但仍有一些国外定居并加入了外国国籍的人为保留中国户籍与身份证，继续享有中国户籍居民的权利而不办理住宿登记，实际上属于违法行为，一经公安机关发现将被行政处罚。此外仍持有中国户籍的在国外定居并加入了外国国籍的人，在中国境内办理签证与居留证件前亦需要注销户籍。
另外，有自媒体和海外中文媒体报道称，自2017年起，所有入境中国的14岁至70岁的外籍人士（包括已经加入外国籍的中华人民共和国出生的人士）的指纹、虹膜、面相等人体特有的生物识别信息均需要上传至出入境管理部门，每次入境，边检工作人员都会进行严格审查。如果边检工作人员发现本人信息与公安部门对得上，意味着该人士并没有注销户籍。一旦被发现手持国外护照但未及时注销中国户籍的人士，从中国境内再次准备出境时将会被禁止出境，等到返回原居住地相关部门注销本人户籍后，才可被允许出境。然而在2017年6月，四川省公安厅出入境管理局的工作人员表示从未收到过相关通知，同时指出“外国人入境时留存指纹规定与限制持外国护照且未注销中国户籍者出境之间没有任何联系”。同时根据现行的《中华人民共和国出境入境管理法》，也没有限制取得外国籍但未注销中国户籍的中华人民共和国出生的人士出境的规定。
加入外国国籍后已经取得中国签证者，若再度办理中国公民的出入境证件，例如中国护照或往来港澳通行证，可能面临出入境法上的不利后果，以至于受到行政处罚。中国驻英大使馆2018年11月发布《关于对恶意骗照行为的特别提醒》称，有一些已加入外国国籍，并持有中国签证的申请人非法骗取中国护照。对于违反相关规定的人士，大使馆将对其证件进行注销，并宣布作废，持证人将会被拒签或是拒绝入境。2023年1月13日，一名持美国护照和Q2字中国签证入境的张姓人士持中国居民身份证办理往来港澳通行证和澳门签注，被揭发其持有美国护照和中国签证后，武汉市公安局东西湖区分局以“骗取出入境证件”对其作出罚款三千元人民币的行政处罚。

### 相关倡议
近年来，由于全球化趨勢，加上2001年中国加入世界贸易组织，以及人才的海外大規模流動現象逐漸興盛，曾有政协委员认为《国籍法》部分条文已不符合当前国情，因此建议对《国籍法》部分条文作出恢復雙重國籍的修改，凍結部分權力保留雙重國籍也是目前国际上的修法趨勢。
早在1999年，中国12名政协委员就曾在政协第九届第二次会议上提出《关于撤销“不承认中国公民具有双重国籍”规定的建议案》，建议放开双重国籍规定。2005年，中国民主建国会也于当年的政协会议上提出党派提案，建议修改国籍法，討論利弊後，應承认双重国籍。2015年，再有政协委员提议修改《国籍法》，建议中国承认双重国籍支持运动员归化，以振兴中国足球的发展。
在2016年两会期间，全国政协常委、广东省侨联副主席李崴建议删除《国籍法》第9条“定居外国的中国公民，自愿加入或取得外国国籍的，即自动丧失中国国籍”的规定。此外他还在提案中设计，一旦《国籍法》进行修改后，则“拥有外籍的中国国籍者”，在中国境内不得享有选举、投票、担任公职等政治权利。该提案也建议“仍具有中国国籍者，在入境中国时应使用中国护照”，即規定中國國籍者必須以公民身份歸國。而在2018年两会期间，中华全国律师协会副会长朱征夫建议修改《国籍法》第九条为“如果中国公民取得外国国籍之后，不主动申请放弃中国国籍，则中国只承认该公民中国国籍，对其外国国籍不予承认”。
据德国之声报道，对于中国是否需要重新承认双重国籍的问题，则依照其好處與缺點之間，存在正反不同观点。支持者认为，允许双重国籍有利于大量引进海外华裔、技术、资金和管理经验，還有優質外籍人士，增强民族凝聚力，也能收取這些外國稅金，加上对于许多旅居外国的华人来说，拥有双重国籍既可以享有居住国公民的所有权利，又能够保留自己的中国人身份，留著人才以備不時之需。而反对者认为，双重国籍会让一些不良分子钻法律的空子，犯法后，一些犯罪分子可能逍遥法外，或获得从轻处罚；审理程序上的不同也会给不法分子以可乘之机，不便于惩治。另外，如果承认中国公民可以具有双重国籍，将使中国与有关国家在对这些双重国籍人行使管辖权和保护权上产生冲突。还有学者指出，在中國持有双重国籍的人（至少在中國境內如此）可以比仅具有单一国籍的人享有多种法律上的优惠条件，这样会造成公民之间在竞争方面的不平等。

## 国籍冲突的情形和应对措施
国籍冲突（conflict of nationality），是指一个人有多个国籍或没有国籍的情况。拥有多重国籍称为积极的国籍冲突或国籍的积极冲突，无国籍的情况稱为消极的国籍冲突或国籍的消极冲突。
因各国国籍法规定不同，可能出现一人根据中国法律具有中国国籍，而根据外国法律具有外国国籍的情况，这种积极的国籍冲突在涉外婚姻和中国夫妇在外国所生儿童中较为常见。积极的国籍冲突会导致实际的双重国籍的客观状态。
现实生活中，具有如下情形中国公民可能会遭遇国籍冲突：

### 出生时即具有外国国籍的中国公民
涉及国籍冲突的新生儿根据其出生地可分为如下两种情形。
对于出生于中国的新生儿，国籍法第四条规定“父母双方或一方为中国公民，本人出生在中国，具有中国国籍”，因此只要父母一方为中国公民，无论另一方为何种国籍，儿童在出生时即拥有中国国籍。若儿童因为父母中另一方的血缘而在出生时获得他国国籍，则该儿童将涉及国籍冲突。
此外，国籍法第五条规定“父母双方或一方为中国公民，本人出生在外国，具有中国国籍。但父母双方或一方为中国公民并定居在国外，本人出生在国外时即具有外国国籍，不具有中国国籍”，因此出生在国外的新生儿在出生时也有可能同时具有中国国籍和外国国籍，此类情况通常是因为其出生于屬地主義国家，或者其父母一方为无外国永久居留身份的中国公民而另一方为外国公民所致。以中国公民在英国所生子女国籍认定为例，由于英国国籍制度规定，1983年1月1日及以后出生、出生时父母一方为英公民或有英永久居留权者，无需进行登记或入籍程序即具有英国国籍，综合中国《国籍法》和英国国籍制度，中国公民在英国所生子女国籍认定如下表所示：
| 情形 | 子女出生时父母情况               | 子女出生时父母情况               | 子女是否 具有中国国籍 | 子女国籍状态                                                  | 前往中国 申办何种证件 |
| 情形 | 一方                             | 另一方                           | 子女是否 具有中国国籍 | 子女国籍状态                                                  | 前往中国 申办何种证件 |
| ---- | -------------------------------- | -------------------------------- | --------------------- | ------------------------------------------------------------- | --------------------- |
| 1    | 中国公民 不具有英国永久居留权    | 中国公民 不具有英国永久居留权    | · 自动获得中国国籍    | 中国公民                                                      | 中国护照              |
| 2    | 中国公民 不具有英国永久居留权    | 中国公民 同时具有 英国永久居留权 | · 不获得中国国籍      | 英国公民                                                      | 英国护照和中国签证    |
| 3    | 中国公民 同时具有 英国永久居留权 | 中国公民 同时具有 英国永久居留权 | · 不获得中国国籍      | 英国公民                                                      | 英国护照和中国签证    |
| 4    | 中国公民 不具有英国永久居留权    | 英国公民                         | · 存在国籍冲突        | 同时成为中国公民与英国公民 法律层面上构成双重国籍，故国籍冲突 | 中国旅行证            |
| 5    | 中国公民 同时具有 英国永久居留权 | 英国公民                         | · 不获得中国国籍      | 英国公民                                                      | 英国护照和中国签证    |

基于不承认双重国籍的原则，国籍冲突人员在中国仅被视为中国公民，中国驻外机构不会为其签发签证，当事人持有的外国签发的护照等证件在中国境内被视为无效，不得用于出入境、证明身份等用途，当事人也不能在中国接受外国的领事保护。出生时即涉及国籍冲突且未完成户口登记的人员属于不便持用中国护照的人员，如需要出入中国，位于外国的人员可以在中国驻外机构办理旅行证、位于中国境内的人员可以在移民管理局办理一次有效的出入境通行证，同时使用外国护照出入他国。已完成户口登记的人员所享待遇和当地户籍居民完全相同，也可以办理中国护照。

### 未定居外国但自愿加入或取得外国国籍的中国公民
由于《國籍法》第九條规定“定居外國的中國公民，自願加入或取得外國國籍的，即自動喪失中國國籍”，且第三条规定“中华人民共和国不承认中国公民拥有双重国籍”，因此中华人民共和国不承认未定居外國的中國公民自願加入或取得的外國國籍，此時中國國籍也不自動丧失。例如，中国公民以投资而非定居获得国外护照及国籍。2006年时一位持有以投资移民身份购买的几内亚比绍护照与中国签证的中国女子试图以几内亚比绍护照入境三亚，凤凰边检站认为此人非法入境，仅承认其具有中国国籍。此外，也有中国人高价购买外国护照，例如一位中国商人曾向一间移民公司支付30万元人民币，购买几内亚比绍公民护照，但后来被揭发为假护照。中国公民通过购买資產，取得外国护照并以“外国人”身份入境中国的行为扰乱了中国管理的正常秩序，因此中国公民购买的外国护照不但无效，持照人如果違法，也要被追究出入境法律的责任。

### 国家工作人员和现役军人
《国籍法》第12条规定“国家工作人员和现役军人，不得退出中国国籍”，如果中华人民共和国政府国家工作人员或中国人民解放军现役军人取得外国国籍，该外国国籍依照中国国籍法不被承认。除此之外，根据《中华人民共和国公职人员政务处分法》和《中国共产党纪律处分条例》，违反规定取得外国国籍、永久居留许可或长期居留许可的国家工作人员人员将被撤职或开除，中国共产党员则会被撤销党内职务、留党察看或开除党籍。

## 港澳台地区的实施情况
与中国内地不同的是，香港、澳門、台湾被认定为属于国境之内地区（即领土内），但分属于境外地区（即“海关境”外）。三地在中华人民共和国的法律地位上为中华人民共和国领土的一部分，但在行政上不归属中国海关及国家移民管理局管辖区，不受中国內地法律體系之管辖。中华人民共和国政府虽从未管辖过中华民国目前的实控领土——臺灣地區，但基于一个中国原则与《中华人民共和国宪法》、《反分裂国家法》等法律，将其视为中华人民共和国领土，故法律层面上认定台湾居民属于中华人民共和国公民（簡稱中國公民）；台湾地区居民和香港居民与澳門居民中的中國公民合称为港澳台同胞，並供港澳台同胞在一定條件下申請證實中華人民共和國國籍的旅行證件（如：中華人民共和國旅行證）。2018年9月起，中国政府向在中国大陆地区定居半年以上的港澳台同胞发放与中国居民身份证相类似的港澳台居民居住证。

### 在香港和澳门的实施
根據《國籍法》第十六條規定，加入、退出和恢復中國國籍的申請，由中華人民共和國公安部審批。經批准的，由公安部發給證書。但因《中华人民共和国宪法》、《香港特别行政区基本法》与《澳门特别行政区基本法》，《国籍法》并不属适用于两个特别行政区的全国性法律范畴，所以在《全國人民代表大會常務委員會關於〈中華人民共和國國籍法〉在香港特別行政區實施的幾個問題的解釋》（以下简称《解釋》）中的第六條規定，授權入境事務處為香港特別行政區受理國籍申請和变更的機關，依法對所有國籍申請事宜作出處理。全國人民代表大會常務委員會对澳门特别行政区也作了类似的安排，在澳門特別行政區，負責有關中國國籍申請和處理事务由身份證明局負責。在国籍有关事务的处理上，与中国内地不同的是，特區政府是具体的執行與裁決者，對於國籍認定的做法也會較為開放。特區政府所印製的加入、恢復、退出中國國籍證書與中國公安部的版本在樣式上並不一致。
港澳居民因此可以合法持有雙重國籍的現象并不罕见。在香港及澳门回归之前，绝大多数香港永久性居民持有英国属土公民护照与英国国民（海外）护照（BNO），而大部分澳门居民则持有葡萄牙护照或葡萄牙外國人士護照。由于两地回归的缘故，现今仍有许多两地居民有除中国国籍以外的其他身份或旅行证件（如英国国民（海外）、英国公民或葡萄牙国籍等雙重國籍）。鉴于上述情形，全国人大常务委员会在香港及澳門回归之前通过了「關於《中華人民共和國國籍法》在香港特別行政區實施的幾個問題的解釋」和「關於《中華人民共和國國籍法》在澳門特別行政區實施的幾個問題的解釋」，明确表示拥有中国国籍的香港及澳門永久居民可使用英葡兩国政府签发的有关证件去其他国家或地区旅行。但其持有的外國國籍身份，中華人民共和國一概不予承認。在香港特别行政区、澳门特别行政区和中华人民共和国其他地区，不得因持有上述证件而享有外国领事保护的权利。

#### 在香港的實施
為了解決在1997年回歸以前很多居民早就拥有雙重國籍的实际問題，香港特區政府對國籍法的認定與執行方式，乃是將外國國籍視為外國簽發的旅行证件，因此香港居民可以合法保留外國國籍（身分），但在中華人民共和國境內不予承認。外国國籍所賦予的權利僅能於境外使用。香港高等法院在谢耀汉案中明确认定人大解释的效力，是使得《中华人民共和国国籍法》第九条不适用于中国籍香港居民，使他们的国籍问题可以得到宽松的处理。
中國政府在1984年12月19日的《中英聯合聲明》備忘錄中已經指出，根據國籍法「所有香港中國同胞，不論其是否持有『英國屬土公民護照』，都是中國公民」。1990年波斯灣戰爭爆發時，香港華商林本寧正在科威特，由於他持有英國屬土公民護照，伊拉克當局視他為英國人，不准他出境。中國大使館為他開出他有中國國籍的證明，並幫助他撤離。。
因应反對逃犯條例修訂草案運動，英国政府于2020年宣布对英国国民（海外）护照持有人放寬在英国的居留条件，引发部分建制派人士不满，2021年1月10日，香港新民黨立法會議員、行政會議成員、前保安局局长葉劉淑儀在報章撰文，指中央政府正考慮採取反制措施。她認為內地或會終止出於歷史原因對港人的特殊待遇，嚴格執行《中國國籍法》第9條，即禁止港人擁有雙重國籍。她認為，禁止港人擁有雙重國籍的做法毋須修改香港法例，其中一個可行方法或是就《中國國籍法》釋法。議員梁美芬指，之前中央政府為了令港人對一國兩制保有信心，故採取寬鬆措施，但現時英美对中国的态度出现变化，認為即使中央決定「揸正嚟做」亦只是合情合理合法的外交回應，因為根據《基本法》附件三中，適用於本港的全國性法律《國籍法》，港人亦不可擁有雙重國籍。梁指，若中央真的打算嚴謹執法，「想食兩家茶禮嘅人就要自己揀啦（想吃两家茶礼的人就要自己选啦）」。全國港澳研究會副會長劉兆佳則指，當年香港回歸之初，中央為了穩定局勢和人心，才會使出寬鬆處理港人國籍的權宜之計，惟時至今日，其所衍生的問題亦逐漸浮現，加上有關做法本身不符合現行法律精神，亦逐漸引起內地人民不滿，故以他所知，中央亦在探討有關解決方案，特別是港人的權利和義務是否仍只與香港永久性居民身份掛鈎，而非以國籍劃分。他说，凡是香港永久性居民便可享有本地參選和投票權，而立法會也允許最多20%議員持外籍身份，惟基於目前的「愛國者治港」原則，仍然容許港人具雙重國籍或已不合時宜。他又指，香港目前有逾百萬人持外國護照，加上英國為BNO擴權，而加拿大和澳洲等國亦有意向港人招手，降低入籍門檻。他最后说，若双重国籍問題仍未改善，或會惡化外部勢力干預香港內務的情況，並估計當局對問題的大限最遲定於2047年，故一旦「50年不變」承諾期滿，屆時仍持外國籍人士，可能將一律按《國籍法》處理。
2021年2月9日，香港行政长官林郑月娥出席行政会议前见记者回应指，全国人大常委会1996年就中国国籍法在香港实施的决定，指明除非有外国国籍人士，声明及获确认外国国籍，否则仍被视为中国公民，不享有外国领事保护；属于国际法的维也纳条约法公约亦指出，在包括中国在内，不承认双重国籍的国家，公民不会享有外国领事保护，有关安排是国际惯常做法。

#### 在澳門的實施
葡萄牙在澳門回归前已經把葡萄牙國籍法伸延至澳門，1981年前出生澳門人士可凭借屬地主義和血统主义获得葡萄牙公民身份，许多澳门居民（华裔或葡裔）因此获得葡萄牙公民身份，並可作為後代获得葡萄牙公民身份的依據。澳門特區政府視華裔人士持有的葡萄牙護照為外國簽發的旅行證件，但在澳門、香港和中國大陸不受領事保護。對於土生葡人則需要選擇國籍，如選擇中國國籍則和華裔一樣可保留葡萄牙護照但只會視為旅行證件。
| 相關權益                     | 尚未選擇國籍                | 選擇中國國籍 | 選擇葡萄牙國籍                                   |
| ---------------------------- | --------------------------- | ------------ | ------------------------------------------------ |
| 持有葡萄牙護照               | check                       | check        | check                                            |
| 申請澳門特區護照             | ☒                           | check        | ☒                                                |
| 申請回鄉證                   | check                       | check        | · 只有永久居民可申請來往內地通行證（非中國籍） · |
| 在澳門享受葡萄牙領事保護     | check                       | ☒            | check                                            |
| 在中國大陸享受葡萄牙領事保護 | · 回鄉證入境 · 葡國護照入境 | ☒            | check                                            |
| 擔任僅限中國公民公職         | ☒                           | check        | ☒                                                |

但有別於香港高等法院在谢耀汉案中的認定，澳门特别行政区中级法院在2019年4月4日对第552/2018号案中对國籍法適用做出了完全相反的解释：澳门法院认为如果申请人事实上已成功加入或取得外国国籍，便可推定其已符合「定居外国」的前提条件，故限定性表述「定居外国」的含义已包含于「加入或取得外国国籍」内，不单独构成国籍丧失的条件；而在本案中应诉的澳门检察院认为适用于澳门的国籍法解释中「可持用外国旅行证件」的规定只适用于葡萄牙当局签发的护照和旅行证件。

### 对台湾地区居民的执行
被中華人民共和國政府認定是台湾地区居民（台湾居民）的中華民國國民不能使用中華民國護照，而是主要以台灣居民來往大陸通行證进入中国大陆地区。《中国公民往来台湾地区管理办法》规定，台灣地区居民的定義為居住在台湾地区的中国公民，台湾居民来往大陆通行证须由台湾居民申领，且申請人需提交在台湾居住的有效身份证明和出入境证件。包括臺灣地區無戶籍國民（如尽管从未在台湾定居但持中华民国护照的韩国华侨）在内，“未持有效台湾居民来往大陆通行证，但拟前往大陆，或需从国外直接前往香港、澳门特别行政区的台湾人士”以及“持台湾身份证件但无法申请外国签证的台胞”可申领中华人民共和国旅行证。
此外，台湾居民在特殊情况下，可申领中华人民共和国护照。2010年代，台湾居民从中国大陆出境前往俄罗斯旅游时，存在普通地使用“一次性”中华人民共和国护照的现象。中华人民共和国国家旅游局《中俄边境旅游暂行管理实施细则》第二十五条，台湾居民参加中俄边境旅游需向组团社或代办社报名交费，由“本人”到相关入境部门办理旅行证件，公安机构会发出“一次旅游有效的护照”。同时，中华民国方面《臺灣地區與大陸地區人民關係條例》第九條之一规定“臺灣地區人民不得在大陸地區設籍或領用其護照”，故该护照在返回台湾之前一般会被收回。

## 中華人民共和國華僑
在中華人民共和國法律中，中华人民共和国华侨為在国外定居的中華人民共和國公民，回到中華人民共和國居住的华侨，稱為歸僑。承繼了中華民國華僑的概念，但因為《中華人民共和國國籍法》不允許雙重國籍，已經加入外國國籍者，自動喪失華僑資格。在相關規定中，也規定國外定居的中華人民共和國公民應該強制取消中國戶籍。其主管機關為國務院僑務辦公室，隸屬於中共中央统一战线工作部。歸僑與僑眷的相關事務，由中华全国归国华侨联合会負責。
在中華人民共和國法律中，舊有的華僑被細分為，外籍华人，华侨，归侨與侨眷四個大類，合稱华侨华人。在《中華人民共和國憲法》中，區分了華僑、歸僑和僑眷，保護其正當權利，要求在全國人民代表大會中設立華僑委員會，並由國務院負責保護華僑、歸僑和僑眷的權益。
根據《中華人民共和國歸僑僑眷權益保護法》，定居在國外的中國公民，稱為華僑。中國國務院規定，華僑需要擁有中華人民共和國國籍，並同時擁有居在國的長期居住證明，或長期居住事實，具備相關資格，就可向中華人民共和國政府申請取得華僑資格。根據中華人民共和國公安部規定，在國外定居的中國公民，要強制註銷中國戶籍。但中國地方政府經常忽略相關規定，讓華僑可以非法保持其中國戶籍，形成灰色地帶。
在1949年中華人民共和國建國後，繼承了中華民國的華僑稱法，在法律上保護華僑相關權益。為解決華僑國籍歸屬長期以來造成的問題，1955年萬隆會議中，中華人民共和國政府宣布，反對華僑的雙重國籍，並與相關國家簽定協定，取消華僑雙重國籍，華僑需選擇擁有居住國或中華人民共和國國籍其中之一。不具備中華人民共和國國籍的華僑，改稱為華人。印尼為最早與中華人民共和國簽定雙邊協定的國家，規定當時於印尼的所有華僑，在滿18歲後，選擇國籍為中華人民共和國者，強制送回中國。
1980年，通過《中華人民共和國國籍法》，規定中華人民共和國國民不能取得雙重國籍。已入籍外國國籍的華僑，無法保持中華人民共和國國籍。1982年，頒布《中華人民共和國憲法》，其中要求保障華僑合法權益。
2003年，中華人民共和國公安部頒布《公安部三十項便民利民措施》，規定中華人民共和國在國外定居的國民，要註銷中國戶籍。因此華僑無法保持中國戶籍。2018年，上海市公安局引述上述規定，頒布《上海市常住戶口管理規定》，要求定居國外的中國公民強制註銷中國戶籍。

## 国籍变更統計

### 中国大陸
由于中国政府并未公开加入、恢复、退出和自动丧失中国国籍的数据，以下列出来自中国统计局历次人口普查中大陆31个省、自治区、直辖市和现役军人中民族为「入籍」的人数。值得注意的是，若为中国血统或没有中国血统但其族群属于中华人民共和国政府承认的中华人民共和国的民族的人士加入、恢复中国国籍则民族不会标识为「入籍」而是其所属的民族、其退出中国国籍前的民族或其被中国政府所承认地变更后的民族。
|                | 民族為「入籍」的人數 | 其中，男 | 其中，女 |
| -------------- | -------------------- | -------- | -------- |
| 第四次人口普查 | 3,421                |          |          |
| 第五次人口普查 | 941                  | 323      | 618      |
| 第六次人口普查 | 1,448                | 557      | 891      |
| 第七次人口普查 | 16,595               | 7,306    | 9,289    |

### 香港特別行政區
由於《全國人民代表大會常務委員會關於《中華人民共和國國籍法》在香港特別行政區實施的幾個問題的解釋》規定除非已向香港入境處申報，「香港中國同胞」即使持有外國護照也具有中國國籍，因此入境處的國籍變更申請個案數目可視爲循自動喪失中國國籍而失去中國國籍的數目。
|                                | 1997年 | 1998年 | 1999年 | 2000年 | 2001年 | 2002年 | 2003年 | 2004年 | 2005年 | 2006年 | 2007年 | 2008年 | 2009年 | 2010年 | 2011年 |
| ------------------------------ | ------ | ------ | ------ | ------ | ------ | ------ | ------ | ------ | ------ | ------ | ------ | ------ | ------ | ------ | ------ |
| 加入成為中國公民的申請個案數目 | 30     | 240    | 251    | 409    | 360    | 560    | 702    | 1,342  | 1,719  | 1,840  | 1,567  | 1,541  | 1,295  | 1,263  | 1,219  |
| 恢復中國國籍的申請個案數目     | 0      | 23     | 135    | 82     | 69     | 53     | 29     | 13     | 74     | 16     | 18     | 8      | 9      | 13     | 15     |
| 國籍變更申請個案數目           | 2,281  | 583    | 67     | 54     | 60     | 72     | 49     | 108    | 49     | 64     | 52     | 65     | 94     | 119    | 152    |
| 退出中國國籍的申請個案數目     | 2      | 50     | 92     | 83     | 114    | 67     | 94     | 95     | 6      | 91     | 94     | 94     | 76     | 67     | 52     |

|                                | 2012年 | 2013年 | 2014年 | 2015年 | 2016年 | 2017年 | 2018年 | 2019年 | 2020年 | 2021年 | 2022年 |
| ------------------------------ | ------ | ------ | ------ | ------ | ------ | ------ | ------ | ------ | ------ | ------ | ------ |
| 加入成為中國公民的申請個案數目 | 1,274  | 1,477  | 1,458  | 1,689  | 1,631  | 1,534  | 1,805  | 1,638  | 756    | 1,233  | 1,497  |
| 恢復中國國籍的申請個案數目     | 5      | 11     | 3      | 5      | 8      | 3      | 4      | 2      | 4      | 11     | 4      |
| 國籍變更申請個案數目           | 95     | 135    | 137    | 134    | 200    | 161    | 170    | 289    | 209    | 332    | 210    |
| 退出中國國籍的申請個案數目     | 119    | 106    | 112    | 109    | 129    | 160    | 188    | 207    | 299    | 426    | 342    |

### 澳門特別行政區
由澳門政權移交起，澳門居民加入、恢復、退出中国国籍，選擇國籍和申請變更國籍的統計數據如下：
|                                | 加入中國國籍 | 恢復中國國籍 | 選擇中國國籍 | 選擇葡萄牙國籍 | 變更國籍 | 退出中國國籍 |
| ------------------------------ | ------------ | ------------ | ------------ | -------------- | -------- | ------------ |
| 2000年1月1日至2001年12月31日   | 180          | 131          | 27           | 22             | 0        | 1            |
| 1999年12月20日至2005年12月31日 | 485          | 329          | 158          | 29             | 0        | 20           |
| 1999年12月20日至2015年12月31日 | 978          | 525          | 2,166        | 56             | 4        | 71           |
| 1999年12月20日至2021年12月31日 | 1,331        | 568          | 3,543        | 72             | 5        | 101          |